# Вахдат Ханнонов
Вахдат Ханнонов (тадж. Ваҳдат Ҳаннонов, нар. 25 липня 2000, Гісар) — таджицький футболіст, захисник іранського клубу «Персеполіс».
Виступав, зокрема, за клуби «Памір» та «Істіклол», а також національну збірну Таджикистану.

## Клубна кар'єра
Народився 25 липня 2000 року в місті Гісар.
У дорослому футболі дебютував 2019 року виступами за команду «Памір», у якій того року взяв участь у 15 матчах чемпіонату. 
Своєю грою за цю команду привернув увагу представників тренерського штабу клубу «Істіклол», до складу якого приєднався 2020 року. Відіграв за команду з Душанбе наступний сезон своєї ігрової кар'єри. Більшість часу, проведеного у складі «Істіклола», був основним гравцем захисту команди.
До складу клубу «Персеполіс» приєднався 2021 року. Станом на 17 січня 2024 року відіграв за тегеранську команду 24 матчі в національному чемпіонаті.

## Виступи за збірні
У 2015 році дебютував у складі юнацької збірної Таджикистану (U-16), загалом на юнацькому рівні взяв участь у 8 іграх, відзначившись 2 забитими голами.
Протягом 2017 року залучався до складу молодіжної збірної Таджикистану. На молодіжному рівні зіграв у 6 офіційних матчах, забив 2 голи.
У 2018 році дебютував в офіційних матчах у складі національної збірної Таджикистану.
| Дата       | Місто          | Господарі         | Результат | Гості        | Турнір                     | Голи | Примітки |
| ---------- | -------------- | ----------------- | --------- | ------------ | -------------------------- | ---- | -------- |
| 16-12-2018 | Маскат         | Оман              | 1 – 0     | Таджикистан  | товариський матч           | -    |          |
| 20-12-2018 | Мадінат-Іса    | Бахрейн           | 5 – 0     | Таджикистан  | товариський матч           | -    |          |
| 3-9-2020   | Ташкент        | Узбекистан        | 2 – 1     | Таджикистан  | товариський матч           | -    |          |
| 1-2-2021   | Дубай          | Йорданія          | 2 – 0     | Таджикистан  | товариський матч           | -    |          |
| 5-2-2021   | Дубай          | Йорданія          | 0 – 1     | Таджикистан  | товариський матч           | -    | 29'      |
| 25-3-2021  | Душанбе        | Таджикистан       | 3 – 0     | Монголія     | Відбір до ЧС 2022          | -    | 78'      |
| 24-5-2021  | Басра          | Ірак              | 0 – 0     | Таджикистан  | товариський матч           | -    |          |
| 29-5-2021  | Шарджа (місто) | Таїланд           | 2 – 2     | Таджикистан  | товариський матч           | -    | 90'      |
| 7-6-2021   | Суйта          | Японія            | 4 – 1     | Таджикистан  | Відбір до ЧС 2022          | -    |          |
| 15-6-2021  | Осака          | Таджикистан       | 4 – 0     | М'янма       | Відбір до ЧС 2022          | -    | 8'       |
| 25-3-2022  | Наманган       | Уганда            | 1 – 1     | Таджикистан  | товариський матч           | -    |          |
| 29-3-2022  | Наманган       | Киргизстан        | 0 – 1     | Таджикистан  | товариський матч           | -    | 55' 85'  |
| 11-6-2022  | Бішкек         | Таджикистан       | 4 – 0     | М'янма       | Відбір до Кубка Азії 2023  | -    |          |
| 11-6-2022  | Бішкек         | Сінгапур          | 0 – 1     | Таджикистан  | Відбір до Кубка Азії 2023  | -    |          |
| 14-6-2022  | Бішкек         | Киргизстан        | 0 – 0     | Таджикистан  | Відбір до Кубка Азії 2023  | -    | 21'      |
| 22-9-2022  | Чіангмай       | Тринідад і Тобаго | 1 – 2     | Таджикистан  | King's Cup 2022 - півфінал | -    |          |
| 25-9-2022  | Чіангмай       | Таджикистан       | 0 – 0     | Малайзія     | King's Cup 2022 - Фінал    | -    |          |
| 17-11-2023 | Душанбе        | Таджикистан       | 0 – 0     | Росія        | товариський матч           | -    |          |
| 11-6-2023  | Ташкент        | Таджикистан       | 1 – 1     | Туркменістан | CAFA Nations Cup 2023      | -    |          |
| 14-6-2023  | Ташкент        | Оман              | 1 – 1     | Таджикистан  | CAFA Nations Cup 2023      | 1    |          |
| 17-6-2023  | Ташкент        | Узбекистан        | 5 – 1     | Таджикистан  | CAFA Nations Cup 2023      | -    | 28' 65'  |
| 8-9-2023   | Сінгапур       | Сінгапур          | 0 – 2     | Таджикистан  | товариський матч           | 1    |          |
| 17-10-2023 | Куала-Лумпур   | Малайзія          | 0 – 2     | Таджикистан  | Pestabola Merdeka 2023     | -    | ЖК       |
| 16-11-2023 | Душанбе        | Таджикистан       | 1 – 1     | Йорданія     | Відбір до ЧС 2026          | -    |          |
| 21-11-2023 | Ісламабад      | Пакистан          | 1 – 6     | Таджикистан  | Відбір до ЧС 2026          | -    |          |
| 4-1-2024   | Абу-Дабі       | Гонконг           | 1 – 2     | Таджикистан  | товариський матч           | -    |          |
| 13-1-2024  | Доха           | КНР               | 0 – 0     | Таджикистан  | Кубок Азії 2023 - 1-й етап | -    |          |
| 17-1-2024  | Ель-Хаур       | Таджикистан       | 0 – 1     | Катар        | Кубок Азії 2023 - 1-й етап | -    | 81'      |
| Усього     |                | Матчів            | 28        |              | Голів                      | 2    |          |

## Досягнення
- Чемпіон Таджикистану (1):

«Істіклол»: 2020
- Володар Суперкубка Таджикистану (1):

«Істіклол»: 2021
- Чемпіон Ірану (2):

«Персеполіс»: 2022-23, 2023-24
- Володар Кубка Ірану (1):

«Сепаган»: 2023-24
- Володар Суперкубка Ірану (2):

«Персеполіс»: 2023
«Сепаган»: 2024